# アルトゥール・ルリエー
アルトゥール・ルリエー（本名アルトゥール・セルゲイェヴィチ・ルリイェ Artur Sergeyevich Lur'ye 〔ロシア語：Артур Сергеевич ЛУРЬЕ 〕、1892年5月14日、スラウハラド – 1966年10月12日）はロシア出身の作曲家。1920年代には名実ともにソ連楽壇における指導的作曲家の一人として、スクリャービン後の前衛音楽の可能性を追究した。後にドイツ、フランス、アメリカ合衆国へと亡命し、ストラヴィンスキーの影響のもとに新古典主義音楽の信奉者となった。フランス時代にカトリックに帰依し、後半生にはアルテュール（＝ヴァンサン）・ルリエ（Arthur[-Vincent] Lourié）と名乗った。代表作であり、草創期のグラフィック・スコアの一つと呼ばれる《大気のかたち Formes en l'Air 》がパブロ・ピカソに献呈されているように、ルリエは同時代の美術に通暁しており、改宗後のミドルネーム「ヴァンサン」は、ゴッホの洗礼名にちなんでいる。

## 生涯
1892年5月14日にペテルブルクにおいてセファルディ系ユダヤ人の富豪の家庭に生れる。音楽はほとんど独学であったが、ペテルブルク音楽院に入学してピアノをバリノヴァに、作曲をグラズノフに師事し、1913年に卒業。未来派の詩人グループと親交を持ち、とりわけアンナ・アフマートヴァの詩に好んで作曲した。ルリエの最初の歌曲もアフマートヴァの詩に曲付けされた。ほかに、マヤコフスキー、ニコライ・クルビン、フョードル・ソログープ、アレクサンドル・ブロークらとも交流して、同時代の諸芸術に深く影響された。1908年以降に作曲された初期作品は、スクリャービンの後期様式に倣っていたが、やがて新たな種類の書法を発展させ、1914年にピアノ曲《合成 Synthèses 》において一種の十二音技法にたどり着き、1915年の《大気のかたち》において、新しい記譜法が試みられている。小節線やブレースによって連結されないさまざまな譜表が、ページの中にそれぞれ独立した塊として点在し、かなり長めの休止がある場合には、全休符の代わりに空白が利用されている。この時点において、美学的な違いはあったにせよ、ルリエはニコライ・ロスラヴェッツと並び立つ存在になっていた。実質的にルリエは最初の未来主義の作曲家であり、画家のゲオルギー・ヤクーロフや詩人のベネディクト・リフシッツとともに、ペテルブルクの未来派宣言「我々と西欧」において共同声明を発し、音楽と美術と詩に共通する原理を宣告した。
1917年にロシア革命が成功すると、ルリエはルナチャルスキー直属の部下として、民衆教育相の音楽部門に人民委員として名を連ねた。当初は左翼に共感を寄せていたものの、次第にロシアにおける新秩序に幻滅するようになった。1921年に公務としてベルリンに出張してブゾーニの知遇を得、そのままついに帰国しなかった。その後ソ連においてルリエーの作品は禁止された。1922年にパリに定住し、哲学者ジャック・マリタンと親交を結び、また旧友セルゲイ・スデイキンの夫人ヴェーラによって、ストラヴィンスキーを紹介された。ルリエは1924年から1931年まで、ストラヴィンスキーの最も重要な擁護者の一人となり、しばしばストラヴィンスキー宅に寄食して、その作品のピアノ譜を作成したり、ストラヴィンスキーに関する論文を執筆した。しかしストラヴィンスキーとは、ヴェーラとのいさかいがもとで次第に不和となり、ストラヴィンスキーはその後めったにルリエの存在について口にすることがなくなった。
パリ時代のルリエ作品は、初期の急進主義から、新古典主義音楽の渋みのある表現形式やロシア贔屓のノスタルジーに転向した。同時期のストラヴィンスキーとの交渉の結果は歴然としており、ある程度まではルリエがストラヴィンスキーに影響を与えたかもしれない。ルリエの《小室内音楽》（1924年）はストラヴィンスキーの《ミューズを率いるアポロン》（1927年）を、合唱とピアノ、管弦楽のための《霊的協奏曲 Concerto spirituale 》（1919年）は、ストラヴィンスキーの《詩篇交響曲》（1930年）を予言している。ルリエはこのほかに、2つの交響曲（そのうち第1番は《対話風 Sinfonia dialectica 》の副題つき）や、歌劇《黒死病の時代の饗宴》を作曲している。ダンディ（伊達男）の洗練されたイメージや美学を備えた教養人として、サッフォーやプーシキン、ハイネ、ヴェルレーヌ、ブローク、マヤコフスキー、ダンテのほか、古代ローマや中世フランスの詩人の作品にまで曲付けを行なった。また才能ある画家としても活動した。

## アメリカ時代
ナチス・ドイツが1941年にパリを蹂躙すると、ルリエはアメリカ合衆国に逃れて、セルゲイ・クーセヴィツキーの支援を受けた。ニューヨークに到着すると、いくつか映画音楽を手がけたものの、そのほかの作品が演奏される機会にほとんど恵まれないまま、作曲活動を続けた。10年以上もの歳月を費やして、プーシキンの祖先にちなんだ歌劇《ピョートル大帝の黒いムーア人》を作曲する。これは今まで上演されたことがないものの、珠玉のような組曲版は録音された。T.S.エリオットの詩に基づく歌曲《 Little Gidding 》は、1959年にテノールと器楽伴奏のために作曲された。1966年10月12日にニュージャージー州プリンストンにて他界。

## 再評価
作曲者の死後、ほぼ四半世紀にわたってその名と作品が忘れられてきたが、ギドン・クレーメルによって《小室内音楽》が復活されたのが皮切りとなり、ドイツやイタリア、ペレストロイカ時代のソ連において、《大気のかたち》の復活演奏が相次いだ。これまでにいくつかのピアノ曲や歌曲、室内楽曲がロシアやヨーロッパで録音されたほか、《大気のかたち》の出版譜が復刻されている。